# Доля Марини
«Доля Марини» (рос. «Судьба Марины») — український радянський художній фільм 1953 року, мелодрама про життя в українському селі. Фільм став дебютним для видатного українського актора та режисера Леоніда Бикова.

## Сюжет
Дія відбувається в Україні, в селі Лебедівка, Вінницька область. Марина Власенко чекає на повернення чоловіка — Терентія Власенка, який поїхав на навчання до Київського сільськогосподарського інституту. Але коли він повертається додому, Марина недовго залишається щасливою. Чоловік відразу ж після подорожі вимагає від неї розлучення. Мотивує він це тим, що зараз вона для нього дурна, бо не має освіти, а він — освічена людина.
Марина залишається сама, виховує дочку й поглиблюється в навчання, в неї великі успіхи в роботі. У підсумку незабаром їй присвоїли почесне звання Героя Соціалістичної Праці.

## У ролях
- Катерина Литвиненко — Марина Власенко
- Микола Гриценко — Терентій Власенко
- Борис Андреєв — Матвій
- Леонід Биков — Сашко
- Тетяна Конюхова — Галя
- Нонна Копержинська — Мотря
- Михайло Кузнєцов — Тарас
- Олександр Сердюк — Гнат
- Юрій Тимошенко — кореспондент
- Михайло Задніпровський — Павло
- Римма Мануковська — Женя
- Роза Макагонова — Настуська
- Людмила Іванова — Килина
- Варвара Чайка — Ївга Деркач
- Михайло Білоусов
- Євген Матвеєв
- Софія Карамаш
- Андрій Мірошниченко
- Клавдія Хабарова

## Знімальна група
- Автор сценарію: Лідія Компанієць
- Режисери: Ісаак Шмарук, Віктор Івченко
- Оператор: Володимир Войтенко
- Художники-постановники: Георгій Прокопець, Микола Юров
- Художник: М. Абрамов
- Композитор: Герман Жуковський